# 谈谈心，恋恋爱
《谈谈心，恋恋爱》（以下简称《谈，恋》）是中国大陆拍摄于2006年的一部以校园为背景的青春言情电视剧，共20集。由朱传光兼导演和编剧。改编自徐毅的同名网络小说《谈谈心，恋恋爱》第一部和第二部。主要拍摄于北京和大连地区。目前已出版了DVD。

## 剧情
故事发生在一个虚构的城市——滨海市。主角刘得华是一个来滨海市海燕大学读书的21岁男生。他生活并不富裕，机缘巧合的与校中众多男生都心仪的女生林巧儿合租一个一室一厅的居室。只有他二人的时候，林巧儿表现出其“恶魔”的一面，施展各种手段折磨刘得华取乐。其实，在此之前，二人就已经喜欢上了对方，但彼此并不知道。
一天，刘得华见义勇为，救下了校花“凤宝钗”。而凤宝钗的哥哥凤龙簪是凭借网络发家的新一代千万富翁。千金小姐凤宝钗开始勇敢地向刘得华示爱，同时，凤龙簪也渐渐喜欢上了林巧儿，并不断送以价值不菲的礼物。而凤宝钗也对爱情表现的相当开放和大胆，还不择手段地追求刘得华。
作为考验，林巧儿骗刘得华说自己将要去新加坡，且不会回来。刘得华在忍受了一个月的相思之苦后，来到林巧儿常去的孤儿院，却得知林巧儿已经过世，留下一本日记给他。当刘得华看着写满林巧儿的情感历程的日记痛哭之时，林巧儿突然出现，给了刘得华一巴掌，并说出了真相。
不久，刘得华在各方暗示和引导下得知，林巧儿患有脑瘤，需要上百万的手术费，而且成功率很低。刘得华认为自己不能让心爱的人死在自己手上，决定将林巧儿送给有能力替她治病的凤龙簪。自己开始故意疏远林巧儿。
然而刘得华始终放不下林巧儿，在得知林巧儿喜欢一件价值9999元的天山雪蚕丝连衣裙后，毅然决定参加海滨俱乐部组织的铁人三项比赛，去赢取一万元奖金。最后，他在多方鼓舞下，最后一个越过终点，没能得到奖金。但由于比赛期间，帮助了海滨俱乐部的老板，被额外奖励了一万元。刘得华在前往购买连衣裙途中，出于善心，将奖金全部捐出。而凤宝钗则为他买来了连衣裙。此事之后，林巧儿决定嫁凤龙簪。
对于此事，刘得华表现的异常平静，以致他的朋友十分不理解。在林凤二人的婚礼上，众人却被意外告知，赶来参加婚礼的刘得华在中途出了车祸，生命垂危。林巧儿赶往车祸现场，对刘得华表白。
刘得华死后，一位小丑打扮的人出来宣布表演结束，原来所谓车祸只是刘得华精心安排的。此后，林巧儿回到刘得华身边，并因病重住院，需要立刻动手术。刘得华焦急地准备出卖自身全部器官，孤儿院的院长出现并送来一笔足够支付手术费和后续费用的支票。
原来，凤龙簪通过孤儿院，成立慈善基金，林巧儿则成为第一位受助者。术后不久，林巧儿痊愈出院，继续和刘得华相恋。

## 与原著的异同
电视剧基本上只保留了原著中的大事件，且大部分细节都被替换。对于男女主角的身世，也作了修改：原著中，林巧儿的父母远在美国，且已经离异，每月寄一定数量的生活费给她，而电视剧中，林巧儿从小就是孤儿，在孤儿院长大；刘得华在原著中叫做“刘得桦”，且就是滨海市本地人，住在自己家中，而在电视剧中，刘得华是从外地来滨海市上大学的。由于电视剧删除了双方父母四个角色，致使原著故事被大大化简。一些次要角色的背景也被电视剧淡化，例如将三剑客的高干子弟身份改为“阔少”。
而对于凤龙簪，在小说中，基本属于一个被忽略的角色，而在电视剧中，他得到了将近1/10时间的场景，而且被描写为一个贵族形象，这一点与小说不符。
在人物性格塑造上，电视剧也做了不小的调整。两位女主角比起小说，行为都有更为收敛，小说中凤宝钗屡次自脱衣裙，想要和刘得华发生性行为的情节都被删去。而林巧儿在小说中的各种“勾引”刘得华的行为和言语也被全部删除。小说中刘得华多次企图偷看林巧儿洗澡的情节，在电视剧中只保留了两次。然而，小说中描写的林巧儿折磨刘得华的情节被完整的搬进了电视剧，且基本忠实于原著。
此外，一个重要的修改是，在电视剧中，林巧儿的病被改为“脑瘤”，而且是治愈出院。而在小说中，林巧儿患的是白血病，最后以自己奇迹般的自愈为结局。
电视剧中的情节绝大部分都来自小说，但在刘得华向林巧儿表白的情节上，小说没有特别安排，而电视剧则增加了大量篇幅来表达。林巧儿将赴机场去新加坡（小说中是去美国）当日，小说只是一笔带过，而电视剧中将这天设计为大雨，刘得华在雨中拦下出租车，并打出写有“我喜欢你”的百布横幅。

## 社会反应
早在2006年3月17日，剧组就在北京科技大学组织了一场持续15小时的首映。200多位参加首映的大学生在观看后，多数人表示《谈，恋》很优秀。

## 相关信息

### 演员表
| 演員           | 角色     |
| -------------- | -------- |
| 刘得华         | 季晨     |
| 林巧儿         | 端木新卉 |
| 凤龙簪         | 黄格选   |
| 凤宝钗         | 雷茜     |
| 凤玲珑         | 宋丹丹   |
| 吴俊           | 李帅     |
| 肖芳           | 方慧     |
| 王大头         | 刘钊     |
| 程伯           | 雷恪生   |
| 三剑客老大罗鸣 | 马文龙   |
| 三剑客老二潘泊 | 丁浩     |
| 三剑客老三吴为 | 毛尔南   |

### 每集标题
1. 相遇
2. “棉花糖，软绵绵的东西，有点儿甜”
3. 小魔女——凤宝钗
4. 王大头四十年的痴恋
5. “我只想跟你，谈谈心，恋恋爱。”
6. 凤宝钗的闹剧
7. “女人的第六感是很神奇的”
8. “鱼会哭吗？也许所有的海水都是鱼的眼泪”
9. “棉花糖two，我真的不希望你走。”
10. 和救命恩人共度美好的夜晚
11. “林巧儿，我要向你表白”
12. 一场美丽的误会
13. 林巧儿是脑瘤患者
14. “认真的女人才是最美丽的。”
15. 凤龙簪的冷餐会
16. 为了林巧儿最后的愿望
17. “刘得华，加油！”
18. “你，棉花糖one，只是我生命中的一个过客”
19. 思念的味道
20. 婚礼